# Rio Aiuruoca
O rio Aiuruoca é um curso de água do estado de Minas Gerais, Brasil. É um dos afluentes do rio Grande.
As nascentes do rio Aiuruoca localizam-se no município de Itamonte a uma altitude de aproximadamente 2540 metros, na serra da Mantiqueira, próximo ao pico das Agulhas Negras.
Em seu percurso, o rio Aiuruoca atravessa a zona urbana dos municípios de Alagoa, Aiuruoca, Seritinga e Serranos. Na fronteira dos municípios de Madre de Deus de Minas e Carrancas, o rio Aiuruoca tem sua foz no rio Grande, formando o reservatório da Usina Hidrelétrica de Camargos.